# Andrzej Czyżniewski
Andrzej Czyżniewski (ur. 28 września 1953 w Toruniu, zm. 9 lipca 2013) – piłkarz i sędzia piłkarski, a także dyrektor sportowy oraz szef skautingu w klubach polskiej „Ekstraklasy”.

## Życiorys
Absolwent gdańskiej Akademii Wychowania Fizycznego i Sportu im. Jędrzeja Śniadeckiego w Gdańsku z tytułem magistra wychowania fizycznego i specjalizacją trenerską w zakresie piłki nożnej. Jako zawodnik (bramkarz) bronił barw gdyńskich klubów piłkarskich, Arki oraz Bałtyku.
Przez sześć lat był sędzią na piłkarskich boiskach Ekstraklasy (wówczas nazywaną I ligą). Sędziował m.in. słynne spotkanie rozegrane w 33 kolejce sezonu 1996/1997 między Legią a Widzewem, doznając pod koniec meczu kontuzji.
W latach 1999–2001 był członkiem zarządu oraz wiceprezesem ds. sportowych w piłkarskim klubie Arka Gdynia SSA. W latach 2002–2006 asystował pierwszemu trenerowi w klubie Amica Wronki SA jako trener koordynator odpowiedzialny za przygotowanie psychofizyczne bramkarzy. Następnie zajmował się opracowaniem i wdrożeniem programu poszukiwania talentów kierując działem skautingu w KKS Lech Poznań SA (2006–2009). Od 2009 do 2012 pełnił funkcję dyrektora ds. sportowych w klubie Arka Gdynia SA, będąc odpowiedzialnym między innymi za opracowanie i wdrożenie nowego modelu organizacyjnego klubu.
W sierpniu 2008 próbował popełnić samobójstwo w lesie pod Wronkami. Został uratowany przez przechodzącego w pobliżu wędkarza, który wezwał karetkę pogotowia. Później podjął kilka kolejnych prób samobójczych, dlatego trafił na oddział psychiatryczny do szpitala w gdańskim Srebrzysku. Jak sam mówił, cierpiał na syndrom dorosłego dziecka alkoholika i depresję.
Zmarł na zawał serca.

## Osiągnięcia
- Dyrektor sportowy: zdobycie mistrzostwa Polski w rozgrywkach Junior Starszy.
- Dyrektor sportowy: zdobycie drugiego miejsca w mistrzostwach Polski w rozgrywkach Junior Młodszy.
- Nagroda „Kryształowy gwizdek” dla najlepszego sędziego w klasyfikacji specjalistycznego pisma „Sport” oraz „Przegląd Sportowy”.
- Członek sztabu szkoleniowego reprezentacji Polski jako trener bramkarzy w eliminacjach do mistrzostw Europy 2000.
- III miejsce w mistrzostwach Polski jako asystent trenera w klubie Amica Wronki.
- II miejsce w mistrzostwach Cypru z Anorthosis Famagusta.
- Puchar oraz Superpuchar Cypru z Anorthosis Famagusta.
- Puchar Polski z Arką Gdynia
- Puchar USA z Polish American Eagles